# Operetka (dramat)
Operetka – dramat Witolda Gombrowicza napisany na emigracji, opublikowany po raz pierwszy wraz z Dziennikiem 1961–1966 w 1966 roku w Paryżu, nakładem Instytutu Literackiego. Paryskie wydanie Operetki było jedynym, jakie ukazało się za życia autora w języku polskim.
Utwór został zaadaptowany na potrzeby opery o tej samej nazwie.

## Powstanie utworu
Prace nad Operetką trwały z przerwami przez piętnaście lat. Pierwsze szkice pojawiły się już w latach 1950–1951, Gombrowicz stworzył je pracując w Banco Polaco w Buenos Aires. Do tekstu powracał w latach 1958–1960, podczas pobytu w argentyńskim mieście Tandil. Po raz trzeci zaczął pracować nad Operetką w grudniu 1964 r., ostatecznie kończąc utwór w sierpniu 1966 roku. Mieszkał już wówczas w Europie, w Vence na południu Francji.
Gombrowicz zmarł w lipcu 1969 r. W tym samym czasie odbywały się próby sceniczne Operetki w paryskim Théâtre National Populaire, gdzie wkrótce miała miejsce premiera. W 1969 r. zrealizowano również przedstawienie premierowe we Włoszech (Teatro Stabile, L’Aquila). Premiera polska odbyła się w 1975 r. w Teatrze Nowym w Łodzi – sztukę wyreżyserował Kazimierz Dejmek.
Operetka doczekała się licznych przekładów, została wydana m.in. w językach: francuskim, niemieckim, angielskim, włoskim, hiszpańskim, niderlandzkim, szwedzkim, węgierskim, bułgarskim i rumuńskim.

## Forma
Dramat zbudowany jest z trzech aktów poprzedzonych odautorskim komentarzem, opisem zdarzeń oraz uwagami o grze i reżyserii. W tekście poszczególnych aktów występują również didaskalia.
Czas wydarzeń jest określony tylko w akcie I (ok. 1910 r.). Akt III rozgrywa się po II wojnie światowej.
Uwagi na temat formy utworu zamieścił autor w komentarzu na początku utworu:
Mnie zawsze zachwycała forma operetkowa, jedna z najszczęśliwszych, moim zdaniem, jakie wytworzyły się w teatrze. (...) Operetka w swym boskim idiotyzmie, w niebiańskiej sklerozie, we wspaniałym uskrzydlaniu się swoim za sprawą śpiewu, tańca, gestu, maski, jest dla mnie teatrem doskonałym, doskonale teatralnym. (...)
Robota artysty jest wiecznym łączeniem sprzeczności, przeciwieństw – i, jeśli zabierałem się do formy tak lekkomyślnej, to żeby ją opatrzyć i uzupełnić powagą i bólem. Z jednej strony przeto ta operetka winna być od początku do końca tylko operetką, nienaruszalną i suwerenną w swoich operetkowych elementach; a z drugiej ma być jednakże patetycznym ludzkości dramatem. (...)
Monumentalny idiotyzm operetkowy idący w parze z monumentalnym patosem dziejowym – maska operetki, za którą krwawi śmiesznym bólem wykrzywione ludzkości oblicze – to byłaby chyba najlepsza inscenizacja „Operetki” w teatrze.
Badacze zwracają jednak uwagę, że Gombrowicz uważał Operetkę, podobnie jak dwie pozostałe sztuki – Iwonę, księżniczkę Burgunda i Ślub, w równej mierze za utwory sceniczne, co za „dramaty do czytania”. Nie interesował się zbytnio podejmowanymi przez teatry realizacjami jego tekstów. Zdaniem Jana Błońskiego pisarz wybrał formę operetkową, ponieważ już w czasach gdy utwór powstawał była ona „najsilniej skonwencjonalizowanym rodzajem teatralnym. Nigdzie gest nie bywa oszczędniejszy, nigdzie też stereotyp nie chełpi się bardziej bezczelnie”.
Utwór operuje groteską, absurdem oraz parodią. Elementy groteski pojawiają się np. w scenach czyszczenia przez lokajów pańskich butów językami (w akcie I). Użycie elementów absurdu (np. upodabnianie postaci ludzkich do przedmiotów), zbliża sztukę Gombrowicza do konwencji obecnego w powojennej kulturze europejskiej teatru absurdu. Gombrowiczowska parodia obejmuje zarówno kształtowanie postaci (np. sposób wypowiedzi arystokratów – wymowa „h” zamiast „r”), jak i samą formę operetki, która wyposażona w wymienione środki uzyskała nowy, oryginalny kształt dramaturgiczny.
Autor nie daje żadnych wskazówek co do strony muzycznej utworu – otwiera to pole do eksperymentów dla reżyserów teatralnych. Nie ulega wątpliwości, że dzieło jest miejscami wyraźnie stylizowane na operetkę w znaczeniu widowiska muzycznego. W wypowiedziach osób dramatu często pojawiają się fragmenty wierszowane o wyrazistym rytmie, liczne są powtórzenia fraz. Grupa Pańska pełni rolę chóru komentującego wydarzenia lub prowadzącego dialog z osobami.

## Treść
- Akt I – „Przed I wojną światową, coś tak około 1910 roku.”[5]

Główną postacią dramatu jest hrabia Szarm, jak go charakteryzuje Gombrowicz w opisie akcji „zblazowany birbant i lampart”, który postanawia uwieść młodą dziewczynę. W nawiązaniu konwencjonalnej znajomości przeszkadza mu różnica pochodzenia: jest arystokratą, Albertynka zaś pochodzi z niższych sfer. Hrabia obmyśla intrygę. Posłuży się młodym złodziejaszkiem, którego łapie na gorącym uczynku, gdy ten chce okraść siedzącą na ławce. W ten sposób nawiązuje znajomość z Albertynką. Okazuje się jednak, że dziewczyna nie jest zainteresowana manierami i garniturami Szarma, który chce ją ubierać w najdroższych magazynach mody, u najlepszych modystek. Rozbudzona dotknięciem złodziejaszka Albertynka marzy o nagości.
Na zamek księcia Himalaj, ojca hrabiego Szarma, przybywa Fior – światowej sławy dyktator mody. Podczas balu Fior przedstawi nowe kreacje. Strój, Moda i Szyk mają królować, spychając tęsknotę za nagością na drugi plan.
Mistrz waha się jednak co do kierunku, w jakim powinna podążać moda w niepewnych czasach. Z pomocą przychodzi mu Hufnagiel – przebrany za arystokratę kamerdyner, agitator i działacz rewolucyjny, który chce zbuntować lokajstwo. Na salony pod przybranym nazwiskiem wprowadził go Profesor-marksista. Hufnagiel podrzuca Fiorowi pomysł, by goście sami wymyślili swe kreacje na bal maskowy, a nagradzając najlepszą wyznaczy on obowiązujący trend.
- Akt II – Bal na zamku Himalaj.

Goście przybywają na zamek. Wśród nich Szarm z Albertynką, „obładowaną garderobą (bo Szarm, zamiast rozbierać, ubiera ją)”, a także ze złodziejaszkiem na smyczy (chce mieć go na oku, poza tym jest „może i zazdrosny o to dotknięcie złodziejskie, swobodne”). W pobliżu hrabiego kręci się też stale jego rywal, baron Firulet, również ze złodziejaszkiem na smyczy. Mężczyźni pojedynkują się, początkowo na słowa, następnie na pistolety. Wreszcie „rywale-impotenci” spuszczają ze smyczy złodziejaszków.
W chaosie jaki zapanował, „wyuzdaniu manier i rozprzężeniu strojów Hufnagiel-koniarz-terrorysta rusza do galopu na czele lokajów”. Rozpoczyna się rewolucja.
- Akt III – Ruiny zamku Himalaj.

Minęło kilkadziesiąt lat, w czasie których doszło do dwóch wojen światowych i rewolucji. „Strój ludzki oszalał... Na wietrze, w blaskach błyskawic ukazują się najdziwniejsze przebrania: książę-lampa, proboszcz-kobieta, mundur hitlerowski, maska przeciwgazowa... Wszyscy się ukrywają i nie wie się, kim się jest...”
Nastał nowy porządek. Hufnagiel jeszcze nie zakończył ścigania wrogów rewolucji i prostego ludu. Na czele Hufca Lokai nadal galopuje goniąc faszystów i burżuazję. Zdezorientowany Fior próbuje znaleźć się w nowej sytuacji. W scenie sądu nad schwytanymi faszystami dyktator mody na próżno domaga się rzetelnego procesu sądowego.
Pojawiają się Szarm i Firulet, za nimi dwaj grabarze wnoszą trumnę. Podczas pamiętnego balu na zamku Albertynka zniknęła, pozostała tylko jej garderoba. Arystokraci podejrzewają, że została obnażona, zgwałcona i zabita przez złodziejaszków. Chcą ją pochować, a wraz z jej ciałem mają być „pochowane” także klęski innych osób. Mistrz Fior „przeklinając Strój ludzki i Modę, i Maski, gestem najwyższej rozpaczy składa do trumny świętą, zwykłą, na zawsze nieosiągalną Nagość ludzką”. Przedwcześnie. Po otwarciu trumny w środku ukazuje się żywa Albertynka. Grabarze zrzucają maski i okazują się złodziejaszkami. To oni porwali dziewczynę na balu i ukryli. Nagość triumfuje.

## Interpretacje
Operetka ukazuje w osobliwej formie historię XX wieku: jako swoistą rewię mody, której przewodzi mistrz Fior (zwraca uwagę podobieństwo brzmieniowe jego nazwiska do nazwiska francuskiego projektanta mody Christiana Diora). W wydarzeniach scenicznych odbijają się kluczowe dla I połowy poprzedniego stulecia wydarzenia, przede wszystkim narodziny ustroju totalitarnego oraz następstwa jego wprowadzenia. Upadek dotychczasowego świata i barbarzyńskie rządy byłych lokajów są skutkami zbrodniczego szału, do którego prowadzi wiara w „produkowane przez siebie samych ideologie usprawiedliwiające przemoc”.
Przedstawicielem nowego porządku jest Hufnagiel, były kamerdyner i koniarz, a następnie rewolucjonista, który po przejęciu władzy z rąk znienawidzonej klasy panującej, w imię sprawiedliwości dziejowej krwawo rozlicza wrogów. Przedstawicielami odchodzącej w przeszłość arystokracji, pokazanej w ostatniej, schyłkowej fazie istnienia, są hrabia Szarm i baron Firulet, a także postacie z Grupy Pańskiej sportretowanej w Akcie I.
Postać Albertynki odsyła do znaczeń charakterystycznych dla całej twórczości Witolda Gombrowicza: zderzenia Człowieka i Formy, wyższości i niższości, wolności i konwencji, natury i kultury. Jerzy Jarzębski dostrzega w Operetce „totalną anihilację wszystkiego, co konstytuowało uprzednio jednostkę, na rzecz «nagości», czyli jak gdyby powrotu do wartości elementarnych i pierwotnej autentyczności, spontaniczności istnienia”. Tęsknota dziewczyny za nagością jest siłą pierwotną, przezwyciężającą przyjęty obyczaj i porządek konwenansu, w którym tkwi hrabia Szarm, całkowicie uzależniony od sztucznych arystokratycznych manier i ról społecznych przypisanych z racji „dobrego urodzenia”. Ostatecznie „nagość” triumfuje w scenie finałowej. Klęska kultury, jako systemu ograniczającego i deformującego człowieka, jest przypieczętowana symbolicznym pogrzebem Stroju i Szyku, dokonanym na trumnie przez Fiora.

## Osoby dramatu
- Mistrz Fior
- Książę Himalaj
- Księżna Himalaj
- Hrabia Szarm
- Baron Firulet
- Albertynka
- Rodzice Albertynki
- Złodziejaszki
- Proboszcz
- Prezes
- Generał
- Markiza
- Profesor
- Hrabia Hufnagiel
- Lokaj Władysław
- Lokaje, goście

## Wybrane realizacje
- 1975: Teatr Nowy w Łodzi, reż. Kazimierz Dejmek
- 1976: Teatr Polski w Poznaniu, reż. Józef Gruda
- 1979: Teatr im. Juliusza Osterwy w Lublinie, reż. Józef Gruda
- 1980: Teatr Dramatyczny w Warszawie, reż. Maciej Prus
- 1983: Teatr Współczesny w Szczecinie, reż. Ryszard Major
- 1995: Stary Teatr im. Heleny Modrzejewskiej w Krakowie, reż. Tadeusz Bradecki
- 2000: Teatr Narodowy w Warszawie, reż. Jerzy Grzegorzewski (przedstawienie zrealizowane zostało także w wersji telewizyjnej, w ramach Studia Teatralnego Dwójki. W 2007 r. wersja ta ukazała się na DVD)
- 2000: Teatr Miejski w Gdyni im. Witolda Gombrowicza, reż. Waldemar Śmigasiewicz
- 2001: Teatr Zagłębia w Sosnowcu, reż. Jacek Bunsch
- 2003: Teatr im. Juliusza Osterwy w Lublinie, reż. Krzysztof Babicki
- 2004: Błądzenie, spektakl na podst. Operetki i innych utworów Gombrowicza, Teatr Narodowy, reż. Jerzy Jarocki (także w wersji Teatru Telewizji)
- 2005: Studio Koncertowe im. Witolda Lutosławskiego w Warszawie, realizacja radiowa Polskiego Radia BIS, reż. Piotr Cieślak (słuchowisko wydane na płycie Polskiego Radia)
- 2007: Teatr STU w Krakowie, reż. Mikołaj Grabowski
- 2007: Teatr Muzyczny Capitol we Wrocławiu, reż. Michał Zadara (musical z muzyką Leszka Możdżera)
- 2008: Teatr Dramatyczny im. Jerzego Szaniawskiego w Płocku, reż. Marek Mokrowiecki
- 2012: Teatr Dramatyczny w Warszawie, reż. Wojciech Kościelniak
- 2015: Teatr Warszawskiej Opery Kameralnej, reż. Jerzy Lach[11]
- 2017: Teatr im. Stanisława Ignacego Witkiewicza w Zakopanem, reż. Andrzej Dziuk
- 2018: Teatr Studyjny przy PWSFTviT im. L. Schillera w Łodzi, reż. Waldemar Zawodziński
- 2018: Teatr im. Stefana Jaracza w Łodzi, reż. Waldemar Zawodziński[12]